# NGC 4571
NGC 4571 (другие обозначения — IC 3588, IRAS12344+1429, UGC 7788, ZWG 70.194, MCG 2-32-156, VCC 1696, PGC 42100) — спиральная галактика (Sc) в созвездии Волосы Вероники.
Спиральный узор анемичен и наблюдается в достаточно плотном звездном диске. Возможно галактика является переходным звеном от спиральных к линзовидным галактикам.
Этот объект входит в число перечисленных в оригинальной редакции «Нового общего каталога».